# 妙法生寺
妙法生寺（みょうほうしょうじ）は、千葉県夷隅郡大多喜町筒森1749番地（麻綿原高原）に所在する日本の寺院。

## 概要
日蓮宗の寺院で、大日天堂には朝日日蓮大菩薩立像、座像は持佛堂に安置されている。「あじさい寺」の一つ。また、日の出の名勝地としても知られている。
建長5年（1253年）に日蓮聖人が朝日に向かい、「南無妙法蓮華経」とお題目を唱えたことが寺の名前の由来。境内の天拝園を中心に約2万株・20万本のアジサイが植えられている。このアジサイは昭和26年（1951年）から法華経の文字数に合わせて7万本を目指して植えられ始めたものである。